# Stjepan Beretić
Stjepan Beretić (Sombor, 4. lipnja 1947.) je bački hrvatski rimokatolički svećenik i povijesni pisac. Obnašao je razne duhovničke dužnosti.
Rođen je u Somboru. U Somboru je pohađao osnovnu školu. Gimnaziju je pohađao u Subotici u biskupskom sjemeništu Paulinum koju je završio 1966. godine. Na zagrebačkom Bogoslovnom fakultetu diplomirao je 5. veljače 1974. godine na temu Povijest somborske župe Presvetog Trojstva do kraja 19. stoljeća. Iste ga je godine zaredio subotički biskup Matija Zvekanović.
Piše članke u povijesnoj rubrici u časopisu Zvonik, "Povijesni kutak", gdje piše o povijesti Hrvata u Vojvodini, ponajviše o Somboru, somborskim župnicima i slično. Bio je glavni urednik 1984. godine obnovljene Subotičke Danice i surađivao je s Bačkim klasjem.
Otkako je osnovano Hrvatsko akademsko društvo u Subotici, njegovim je članom.

## Djela
- molitvenik Slava Božja, 1996. i 2003., izdavač Katolički institut za kulturu, povijest i duhovnost "Ivan Antunović"
- knjiga Božji prijatelji s nama na putu, 2002.
- brošura Tereza Avilska, 2005.
- knjiga propovijedi Dužijanca u srcu, 2009.
- knjiga propovijedi Čudesna bunarićka noć, 2010.